# Kristin Cast
Kristin Cast (n. 4 noiembrie 1986) este o scriitoare americană, una dintre autoarele seriei Casa Nopții.

## Casa Nopții
P.C. Cast mǎrturisește într-un interviu cǎ inițial o tot întreba pe fiica ei despre cuvinte noi și alte elemente adolescentine. Dupǎ primele douǎ capitole și-a dat seama cǎ i-ar fi mult mai ușor dacǎ fiica ei ar fi autor cu drepturi egale. A stat de vorbǎ cu fiica ei și aceasta a fost de acord sǎ se implice.
- Semnul, St Martin's, 2007 (ISBN 0-312-36026-6)
- Trădarea, St Martin's, 2007 (ISBN 0-312-36028-2)
- Aleasa, St. Martin's, 2008 (ISBN 9780312360306)
- Înfruntarea, St. Martin's, 2008 (ISBN 0312379838)
- Obsesia, St. Martin's, 2009 (ISBN 031237982X)
- Tentația, St. Martin's, 2009 (ISBN 1905654804)
- Focul, St. Martin's, 2010 (ISBN 0312606168)
- Iertarea, St. Martin's, 2011 (ISBN 0312650248)

- Dragon's Oath

- Destined, 8 noiembrie 2011  (ISBN 1905654871)

- Lenobia's Vow, 31 ianuarie 2012

- House of Night#10, 6 octombrie 2012 (ISBN 9781905654888)